# Mariologia

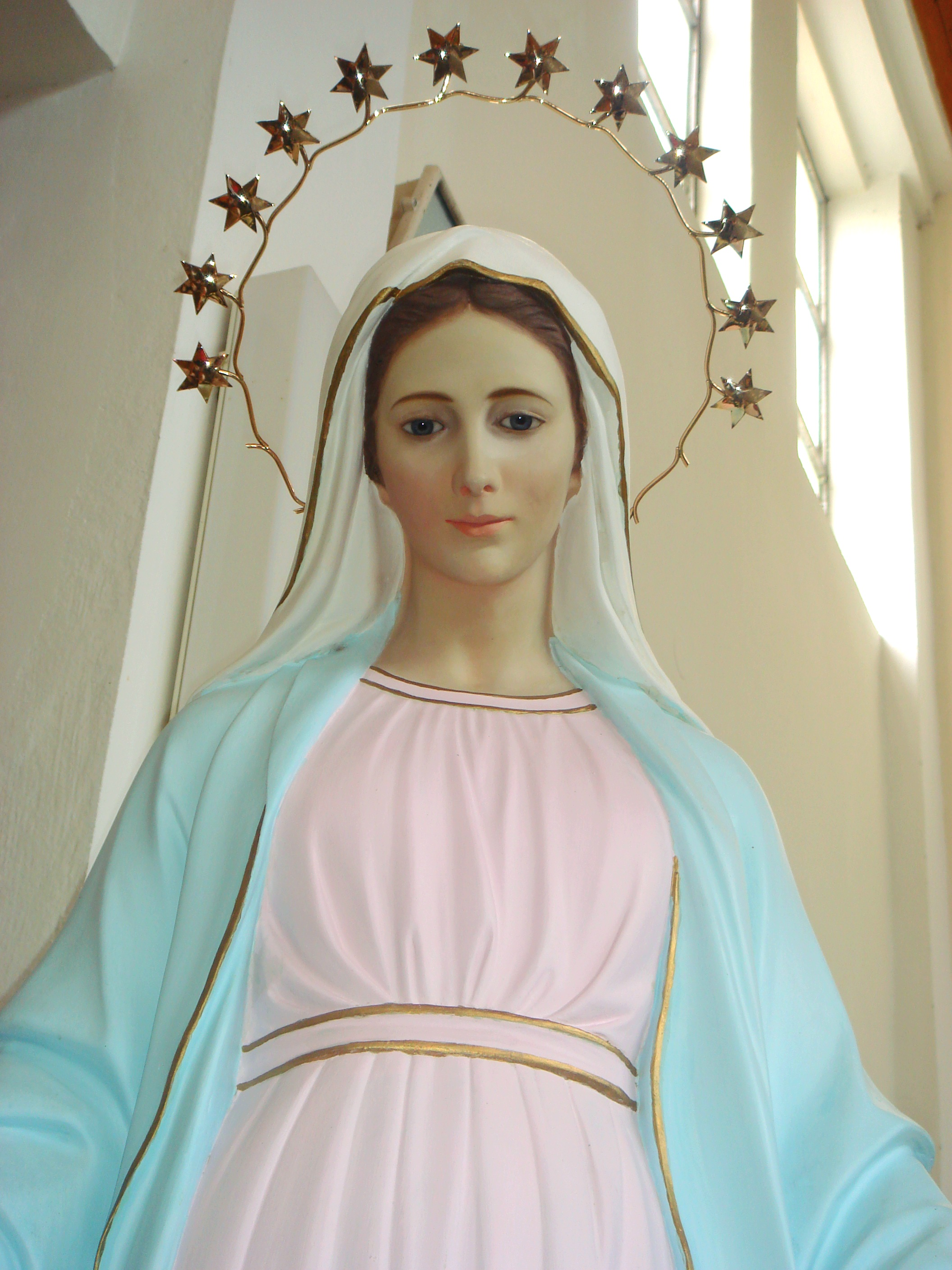
Estátua da Rainha da Paz em Tihaljina

Mariologia é o conjunto de estudos teológicos acerca de Maria, mãe de Jesus Cristo desenvolvidos tanto na Igreja Católica, quanto na Igreja Ortodoxa, e que compreendem uma vasta produção bibliográfica que visa a salientar a importância da figura de Maria e a profunda e piedosa crença dos fiéis a ela, com o objetivo de enriquecer o âmbito teológico cristão.

## Estudo de Maria e seu lugar na Igreja Católica

### Contexto e componentes
O estudo de Maria e seu lugar na Igreja Católica tem sido realizado a partir de várias perspectivas e dentro de vários contextos, e em seu discurso ao congresso mariológico de 2012, o Papa Bento XVI afirmou que esse estudo deve ser "compreendido e profundamente examinado a partir de diferentes e complementares pontos de vista". Bento também enfatizou que o estudo de Maria não pode ser realizado isoladamente de outras disciplinas e que a Mariologia está inerentemente relacionada ao estudo de Cristo e da igreja, expressando a coerência interna dessas disciplinas.
O Papa Bento XVI afirmou que os estudos marianos têm três características distintas: primeiro, personalizar a igreja para que não seja vista apenas como uma estrutura, mas como uma pessoa; segundo, o aspecto encarnacional e a relação com Deus; e terceiro, a piedade mariana, que envolve o coração e o componente emocional.
A posição de Maria na igreja pode ser comparada ao aspecto do ofício petrino em um duplo sentido. Essa perspectiva sobre a dualidade dos papéis de Maria e Pedro destaca a santidade subjetiva do coração e a santidade da estrutura da igreja. Nessa dualidade, o ofício petrino examina logicamente os carismas quanto à sua solidez teológica, enquanto a dualidade mariana fornece um equilíbrio no sentido espiritual e emocional através do serviço de amor que o ofício nunca pode abranger completamente. A mariologia e a doutrina do ofício não são, portanto, "capelas laterais" nos ensinamentos católicos, mas elementos centrais e integradores deles. Conforme referido na encíclica sobre o Corpo Místico de Cristo, Pio XII, 1943, o fiat de Maria deu consentimento para um casamento espiritual entre o Filho de Deus e a natureza humana, dando assim à humanidade os meios para a salvação. Os direitos de Maria (bodas de Canaã) e o amor de Maria (fiat) são essenciais para a salvação.

### Maximalismo e minimalismo
A Mariologia é um campo no qual crenças piedosas profundamente sentidas pelos fiéis e hagiografias podem entrar em conflito com revisões teológicas e históricas críticas de crenças e práticas. Este conflito foi reconhecido já no ano 1300 por William de Ware, que descreveu a tendência de alguns crentes de atribuir quase tudo a Maria. Bonaventura alertou contra o maximalismo mariano: "É preciso ter cuidado para não minimizar a honra de nosso Senhor, Jesus Cristo." Tanto minimalistas quanto maximalistas sempre viram em Maria um símbolo da Igreja Católica e a consideraram um modelo para todos os católicos.
No século XX, o Papa Pio XII, "o papa mais mariano da história da Igreja", alertou contra tanto as exuberantes exagerações quanto o tímido minimalismo na apresentação de Maria. A constituição dogmática Lumen gentium do Concílio Vaticano II foi escrita especificamente em 1964 para evitar tanto o maximalismo mariano quanto o minimalismo. O Papa João Paulo II também foi cuidadoso em evitar tanto o maximalismo quanto o minimalismo em sua mariologia e evitou tomar posições pessoais em questões que estavam sujeitas a debates teológicos.

## Mariologia e Cristologia

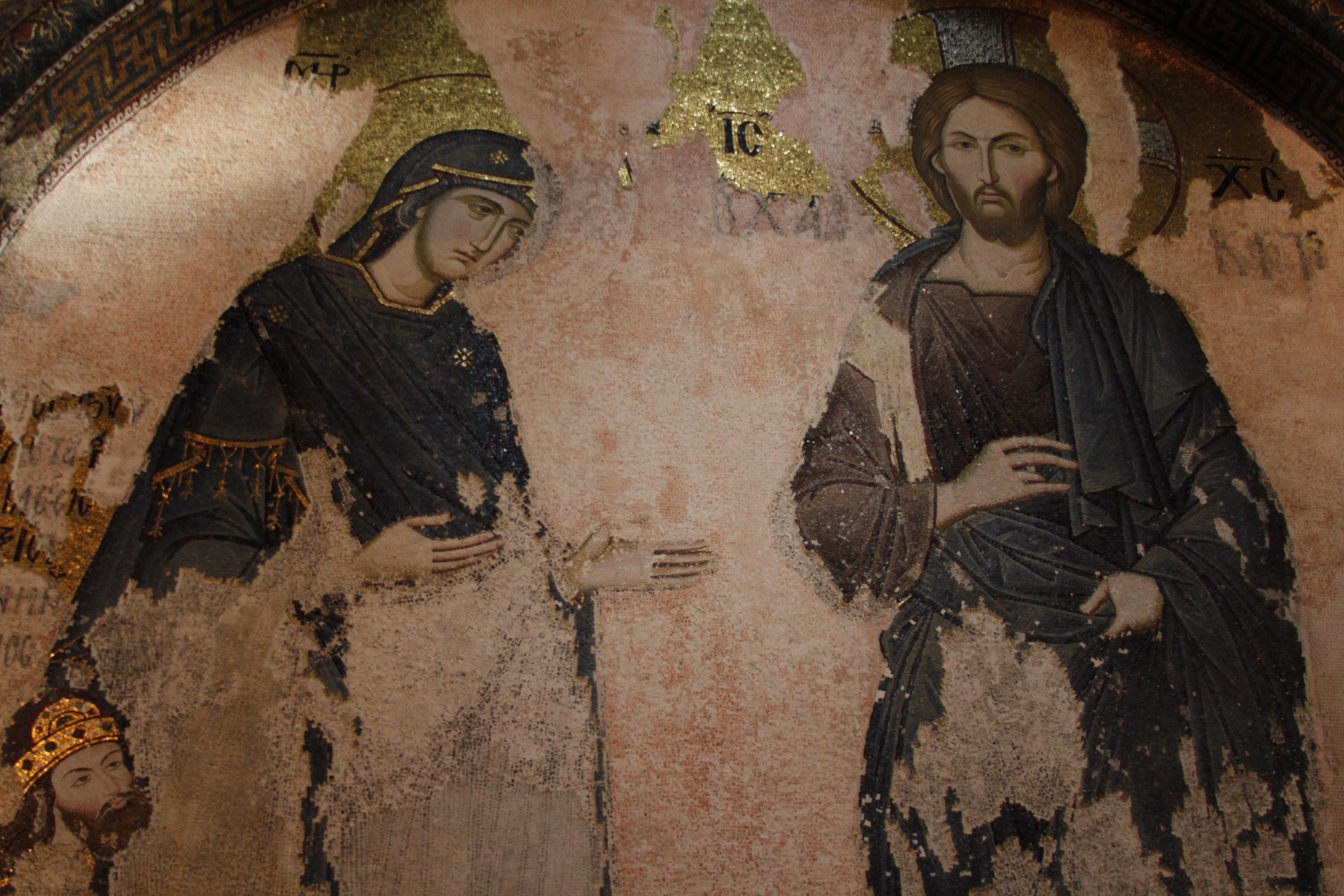
Cristo e Maria, mosaico na Igreja de Chora, séculos XII-XIV. "Cristo por meio de Maria", ensinado por Luís de Montfort.

A Mariologia (o estudo de Maria) tem sido relacionada à Cristologia (o estudo de Cristo) e, nos escritos teológicos e papais católicos, tem sido vista como entrelaçada com o mistério de Cristo. O Papa João Paulo II discutiu o "lugar preciso de Maria" no plano da salvação na encíclica Redemptoris Mater e afirmou: "Seguindo a linha do Concílio Vaticano II, desejo enfatizar a presença especial da Mãe de Deus no mistério de Cristo e da sua Igreja. Pois esta é uma dimensão fundamental que emerge da mariologia do Concílio".
Teólogos católicos também têm explorado a conexão necessária da Mariologia com a Cristologia. O Papa Bento XVI caracterizou essa relação afirmando que "Cristologia e Mariologia são inseparavelmente entrelaçadas" desde seus primórdios. Em sua visão, a Mariologia destaca o nexo dos mistérios da Cristologia e da eclesiologia e reflete que eles são intrinsecamente entrelaçados.
Os Primeiros Cristãos e numerosos santos se concentraram nessa conexão, e os papas destacaram o vínculo interno entre as doutrinas marianas e uma compreensão mais completa dos temas Cristológicos. Dada a perspectiva católica de que a Igreja vive em sua relação com Cristo, sendo o Corpo de Cristo, ela também tem uma relação com sua mãe, cujo estudo é o objeto da Mariologia Católica. O Papa Pio X, em Ad diem illum, afirmou: "não há caminho mais direto do que por Maria para unir toda a humanidade em Cristo."
Na teologia católica, o estudo de Maria, ao contribuir para o estudo de Cristo, é também uma disciplina separada por si só, com uma compreensão da figura de Maria contribuindo para uma compreensão mais completa de quem é Cristo e o que Ele fez. A Congregação para a Educação Católica caracterizou a situação da seguinte forma: "A história da teologia mostra que uma compreensão do mistério da Virgem contribui para uma compreensão mais profunda do mistério de Cristo, da Igreja e da vocação do homem." Referindo-se a isso, o Cardeal Raymond Leo Burke afirmou que a promoção de um conhecimento mais completo da Virgem Maria é o "trabalho constante da Igreja".

## História e desenvolvimento

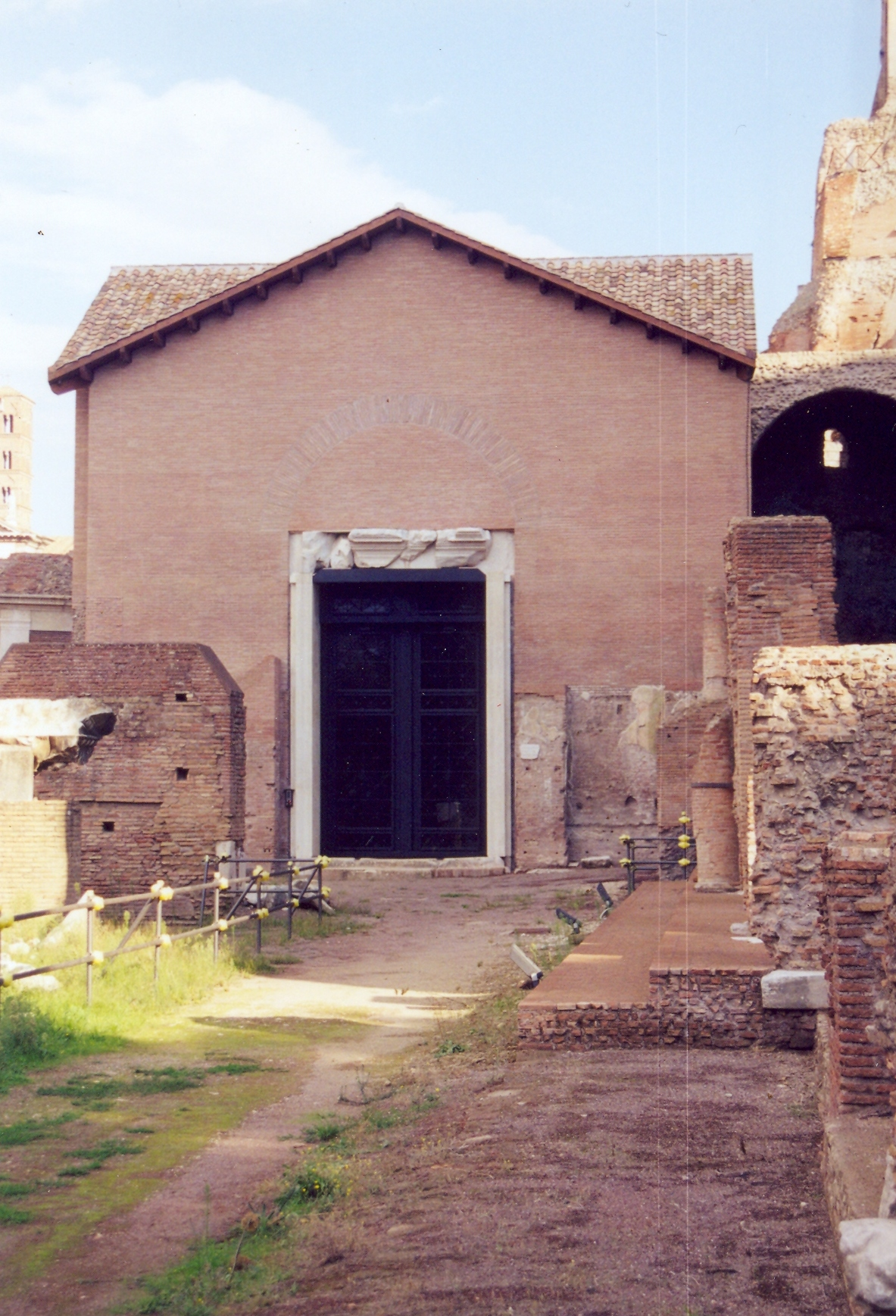
Santa Maria Antiqua, no Fórum Romano, século V, sede do Papa João VII

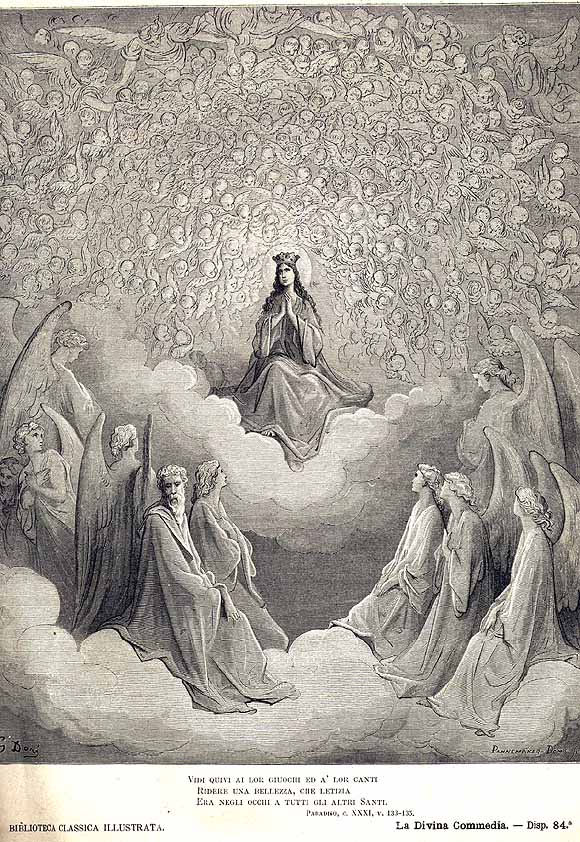
Maria como a Rainha do Céu na Divina Comédia de Dante. Ilustração de Gustave Doré.

Os primeiros cristãos concentraram sua piedade inicialmente mais nos mártires; mas após isso, viram em Maria uma ponte entre o antigo e o novo. A mais antiga oração registrada a Maria, o Sub tuum praesidium, é datada por volta do ano 250.
No Egito, a veneração de Maria começou no século III e o termo Teótoco foi usado pelo Padre da Igreja Orígenes.
O período do Renascimento testemunhou um crescimento dramático na arte mariana. Obras-primas de Botticelli, Leonardo da Vinci e Rafael foram produzidas neste período. No século XVI, o Concílio de Trento confirmou a tradição católica de pinturas e obras de arte nas igrejas, resultando em um grande desenvolvimento da arte mariana e da mariologia durante o Período Barroco. Durante a Reforma, a Igreja Católica defendeu sua mariologia contra as visões protestantes. Com a vitória na Batalha de Lepanto (1571) atribuída a ela, isso "significou o início de um forte ressurgimento das devoções marianas". A literatura barroca sobre Maria experimentou um crescimento imprevisto. Mais de 500 páginas de escritos mariológicos foram publicadas apenas no século XVII.
Os papas têm incentivado a veneração da Santíssima Virgem através da promoção de devoções marianas, dias de festa, orações, iniciativas, a aceitação e o apoio a congregações marianas e o reconhecimento formal de aparições marianas, como em Lourdes e Fátima. Os papas Alexandre VII e Clemente X promoveram a veneração do Sagrado Coração de Jesus e do Imaculado Coração de Maria, um conceito que foi adotado pelo Papa João Paulo II no século XX como a Aliança dos Corações de Jesus e Maria.
Os dois dogmas marianos da Imaculada Conceição e da Assunção foram estabelecidos por papas nos séculos XIX e XX. O Papa Pio XII emitiu o Dogma da Assunção e o Concílio Vaticano II declarou Maria como a Mãe da Igreja. Em sua Carta Apostólica de 2002, Rosarium Virginis Mariae, o Papa João Paulo II enfatizou a abordagem de Luís de Montfort de ver o estudo de Maria como um caminho para uma melhor compreensão do mistério de Cristo. Isso é consistente com a ênfase dos bispos no Concílio Vaticano II em não ter um decreto separado sobre Maria, mas sim descrever seu lugar na história da salvação na Lumen gentium, a Constituição sobre a Igreja.

## Ensinos dogmáticos
Os dogmas marianos católicos apresentam ensinamentos da igreja sobre Maria e sua relação com Jesus Cristo, considerados pela igreja como infalíveis e refletem o papel de Maria na economia da salvação.
As doutrinas De Fide Definita ou De Fide Credenda têm o mais alto grau de certeza dogmática. Essas doutrinas vêm em várias formas, a saber, as sagradas escrituras e a tradição apostólica, e os ensinamentos que foram especificamente definidos como revelados por uma definição extraordinária por um papa ou concílio ecumênico (Magistério universal extraordinário), ou aqueles ensinamentos infalivelmente ensinados como revelados pelo Magistério universal ordinário. Como no caso da Imaculada Conceição ou da Assunção, essas doutrinas eram mantidas pela igreja antes da data da definição oficial, mas estavam abertas à discussão. A partir da data da definição, elas devem ser aceitas por todos os membros da Igreja Católica como contidas especificamente no Depósito da Fé e devem fé sobrenatural em si mesmas (de fide credenda).
Existem quatro dogmas marianos especificamente definidos pelo Magistério entre um grande número de outros dogmas e doutrinas sobre a Virgem Maria – por exemplo, a Anunciação de Maria é um dogma porque está nas escrituras, mas não foi formalmente definida pelo Magistério. Esses quatro dogmas marianos incluem:
| Nome                | Primeira Definição Magistral                                      | Substância do Dogma |
| ------------------- | ----------------------------------------------------------------- | --- |
| Mãe de Deus         | Primeiro Concílio de Éfeso (431)                                  | Mãe de Deus, não porque a natureza do Verbo ou sua divindade tenha recebido o início de sua existência da santa Virgem, mas porque, uma vez que o corpo santo, animado por uma alma racional, que o Verbo de Deus uniu a si mesmo segundo a hipóstase, nasceu dela, diz-se que o Verbo nasceu segundo a carne. |
| Virgindade perpétua | Segundo Concílio de Constantinopla (553) e Sínodo de Latrão (649) | 'Perpétua virgindade de Maria' significa que Maria foi virgem antes, durante e após o parto. |
| Imaculada Conceição | Papa Pio IX (1854)                                                | Maria, em sua concepção, foi preservada imaculada do Pecado Original. |
| Assunção ao Céu     | Papa Pio XII (1950)                                               | Maria, tendo completado o curso de sua vida terrena, foi assunta em corpo e alma à glória celestial. |

### Mãe de Deus

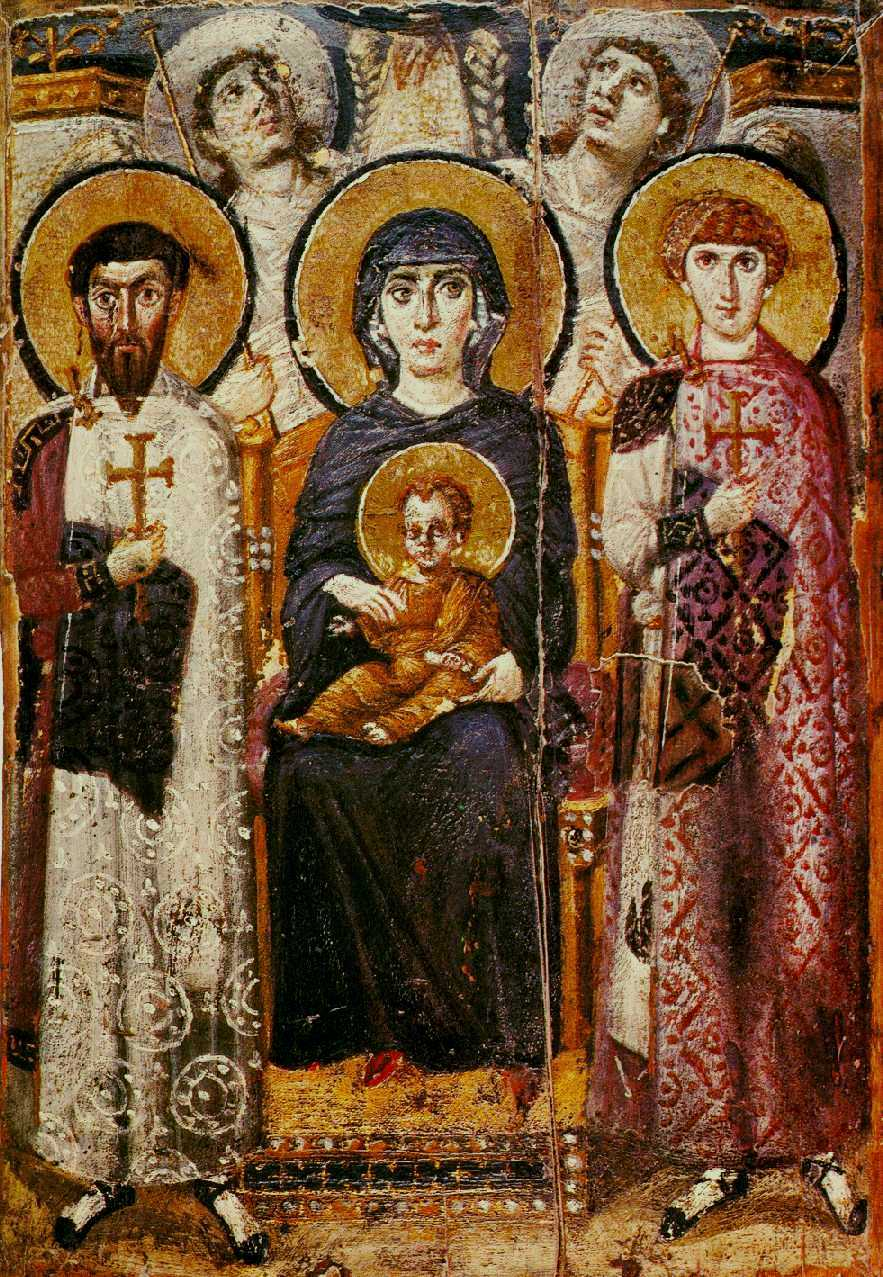
Virgem e o Menino com anjos e Santos Jorge e Teodoro do Mosteiro de Santa Catarina, c. 600

A maternidade de Maria em relação a Deus (Deipara em latim) é um dogma da Igreja Católica. O termo "Mãe de Deus" aparece na oração mais antiga conhecida a Maria, o Sub tuum praesidium, que data de aproximadamente 250 d.C.: "Sob tua proteção nos refugiamos, Santa Mãe de Deus". Esta foi a primeira doutrina especificamente mariana a ser formalmente definida pela igreja, formalmente afirmada no Terceiro Concílio Ecumênico realizado em Éfeso em 431. Isso refutou a objeção levantada pelo Patriarca Nestório de Constantinopla.
A base escritural para o dogma encontra-se em João 1:14, que afirma "E o Verbo se fez carne e habitou entre nós" e em Gálatas 4:4, que afirma "Deus enviou seu Filho, nascido de uma mulher, nascido sob a lei". Lucas 1:35 ainda confirma a maternidade divina ao declarar: "O Espírito Santo virá sobre ti. ... Portanto, o ente santo que há de nascer será chamado Filho de Deus".
A constituição dogmática Lumen gentium do Concílio Vaticano II afirmou Maria como a Mãe de Deus. "A Virgem Maria, que na mensagem do anjo recebeu o Verbo de Deus em seu coração e em seu corpo e deu Vida ao mundo, é reconhecida e honrada como verdadeiramente a Mãe de Deus e Mãe do Redentor."
Este dogma está intrinsecamente relacionado ao dogma Cristológico da união hipostática, que relaciona as naturezas divina e humana de Jesus Cristo. O Catecismo da Igreja Católica ensina que "Maria é verdadeiramente 'Mãe de Deus' pois ela é a mãe do Filho eterno de Deus feito homem, que é o próprio Deus." Segundo o ensinamento católico, baseado em João 1:1-14, Maria não criou a pessoa divina de Jesus, que existiu com o Pai desde toda a eternidade.

### Assunção de Maria

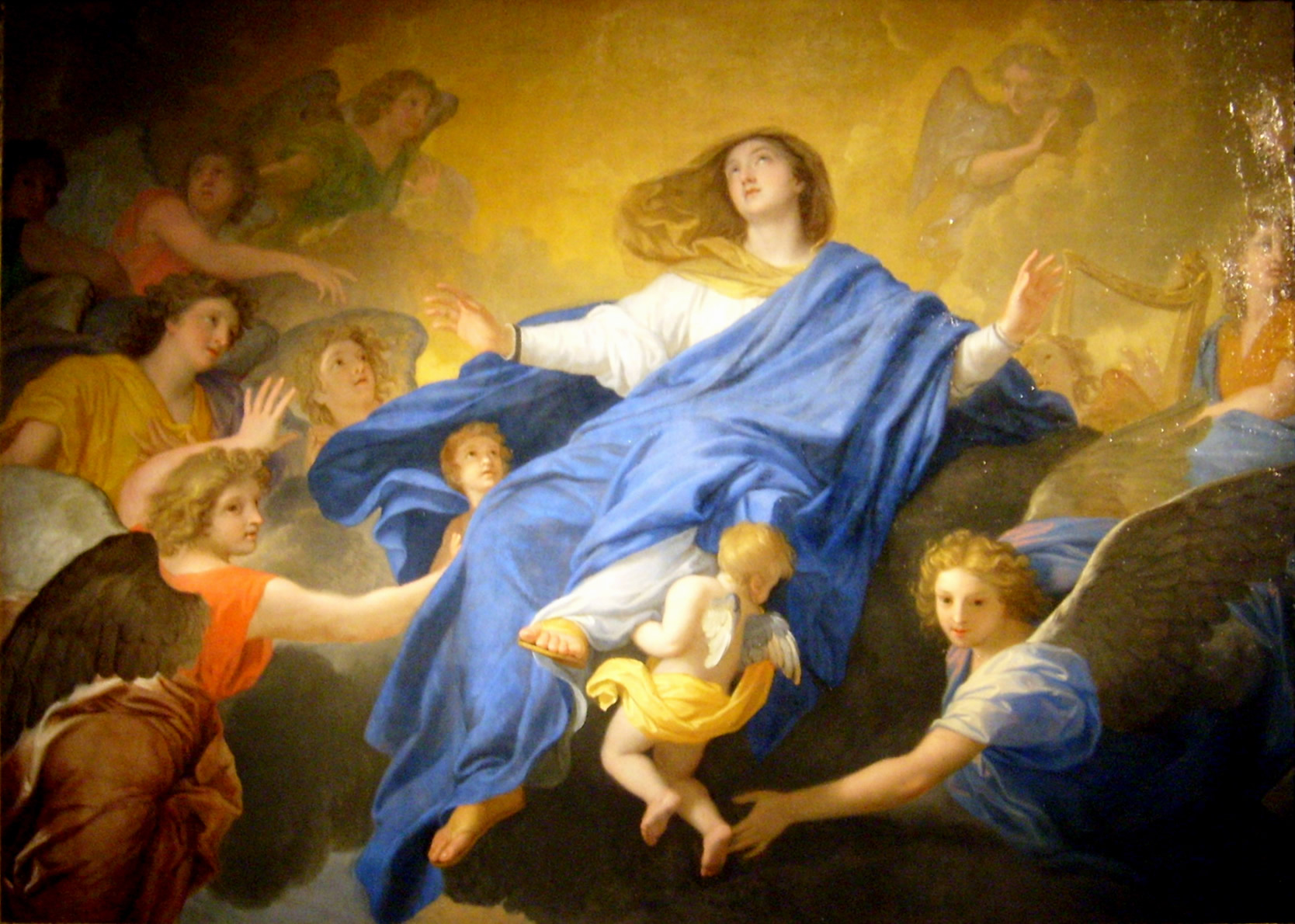
A Assunção de Maria, por Charles Le Brun, 1835.

Este dogma afirma que Maria foi assunta ao céu em corpo e alma. O Catecismo (item 966) declara:
A Virgem Imaculada, preservada livre de toda mancha do pecado original, ao terminar o curso de sua vida terrena, foi levada em corpo e alma à glória celestial, e exaltada pelo Senhor como Rainha sobre todas as coisas.
O Papa Pio XII discutiu a Assunção em Deiparae Virginis Mariae (1946) e declarou-a como dogma em Munificentissimus Deus (1950).
Embora a Assunção tenha sido definida como dogma apenas recentemente, relatos da assunção corporal de Maria ao céu têm circulado desde pelo menos o século V, e no século VIII André de Creta e João Damasceno já declaravam crença nela. O Livro do Apocalipse (12:1) tem sido interpretado como uma referência a isso; com sua coroação implicando sua anterior assunção corporal ao céu.
Antes de declarar a Assunção como dogma em Munificentissimus Deus em 1950, na encíclica Deiparae Virginis Mariae (1946), o Papa Pio XII obteve a opinião dos bispos católicos, e com base em seu amplo apoio (1210 entre os 1232 bispos) procedeu com a definição dogmática. O consenso do ensino e liturgia magisterial afirma que Maria sofreu a morte antes de sua assunção, mas isso nem sempre é aceito como doutrina estabelecida. O que é mais claro é que seu corpo não foi deixado na terra para se corromper.
Ao responder ao Papa Pio XII após a circulação da Deiparae Virginis Mariae, um grande número de bispos católicos apontou para o Livro de Gênesis (3:15) como base escritural. Em Munificentissimus Deus (item 39), Pio XII referiu-se à "luta contra o inimigo infernal", conforme em Gênesis 3:15, e à "vitória completa sobre o pecado e a morte", conforme nas Cartas de Paulo, como base escritural para a definição dogmática. A assunção de Maria ao céu também parece confirmar 1 Coríntios 15:54: "Quando, então, se cumprir a palavra que está escrita: A morte foi tragada pela vitória".

### Imaculada Conceição de Maria

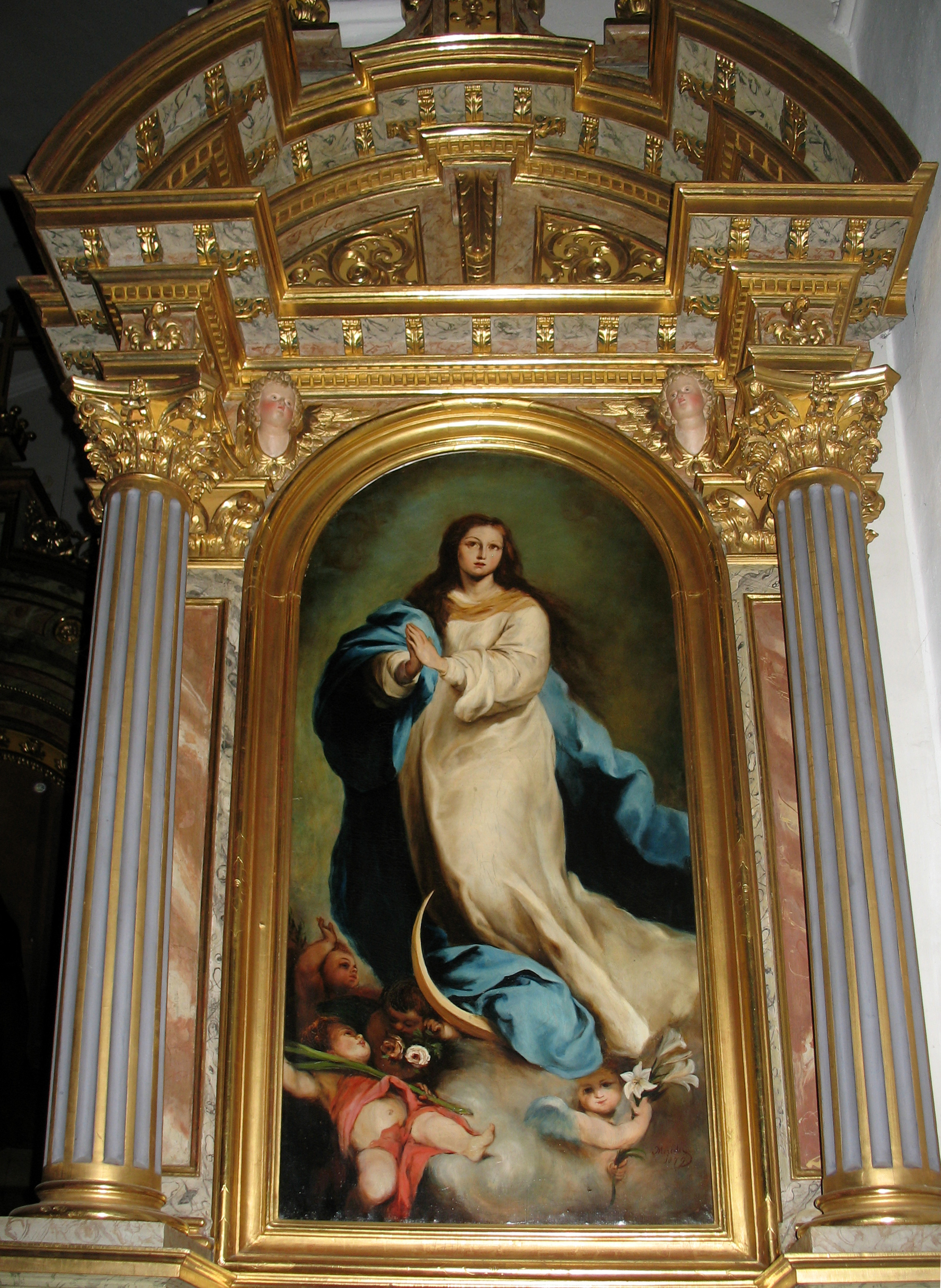
Altar da Imaculada por Joseph Lusenberg, 1876. Igreja de Santo Antônio, Ortisei, Itália.

Este dogma afirma que Maria foi concebida sem pecado original. Isso significa que, desde o primeiro momento de sua existência, ela foi preservada por Deus da falta de graça santificante e, em vez disso, foi preenchida com graça divina.
O dogma da Imaculada Conceição é distinto e não deve ser confundido com a virgindade perpétua de Maria ou o nascimento virginal de Jesus; pois este dogma se refere à concepção de Maria por sua mãe, Santa Ana, e não à concepção de Jesus.
A festa da Imaculada Conceição, celebrada em 8 de dezembro, foi estabelecida em 1476 pelo Papa Sisto IV, mas a definição dogmática veio do Papa Pio IX em sua constituição Ineffabilis Deus, em 8 de dezembro de 1854.
O dogma afirma que Maria possuía a graça santificante desde o primeiro instante de sua existência e, por um dom especial e único de Deus, estava livre da falta de graça causada pelo pecado original desde o início da história humana. Em Fulgens corona (item 10), o Papa Pio XII reafirmou o conceito ao afirmar: "Quem ousará duvidar que ela, que era mais pura que os anjos e em todos os momentos pura, em algum momento, mesmo que breve, não estava livre de qualquer mancha de pecado?" Ineffabilis Deus (assim como a Munificentissimus Deus do Papa Pio XII sobre a Assunção) também ensina a predestinação de Maria, no sentido de que ela foi preservada do pecado devido ao papel reservado para ela na economia da salvação. Essa predestinação do papel de Maria na salvação foi mencionada em Lumen gentium (item 61), que afirmou que ela foi "Predestinada desde a eternidade por aquele decreto da divina providência que determinou a encarnação da Palavra para ser a Mãe de Deus." A definição em Ineffabilis Deus confirma a singularidade da Imaculada Conceição como um presente de Deus para Maria, para que Jesus pudesse receber seu corpo de alguém sem mancha de pecado.

### Virgindade perpétua de Maria

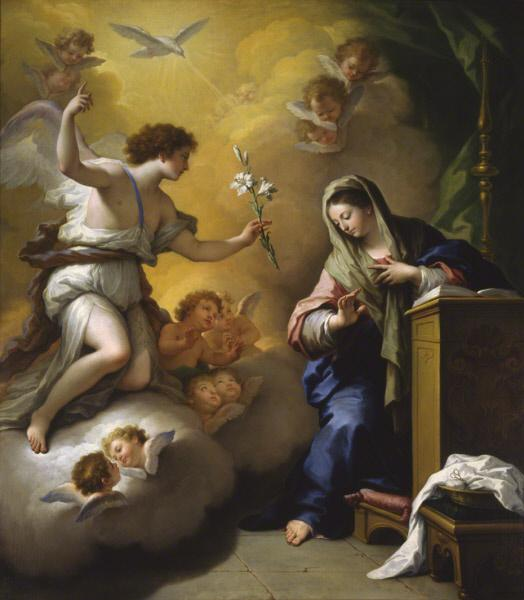
A Anunciação por Paolo de Matteis, 1712

Este dogma afirma que Maria foi virgem antes, durante e após o parto (de fide). Este mais antigo dogma mariano, (também sustentado por luteranos, ortodoxos, ortodoxos orientais e muitos outros cristãos) afirma a "verdadeira e perpétua virgindade de Maria mesmo no ato de dar à luz ao Filho de Deus feito homem." Assim, pelo ensinamento deste dogma, os fiéis acreditam que Maria foi sempre Virgem (grego ἀειπάρθενος) durante toda a sua vida, fazendo de Jesus seu único filho biológico, cuja concepção e nascimento são considerados milagrosos.
A doutrina da virgindade perpétua é distinta do dogma da Imaculada Conceição de Maria, que se refere à concepção da própria Virgem Maria sem qualquer mancha (macula em latim) do pecado original.

#### Virgindade antes do nascimento
Isso significa que Maria concebeu pelo Espírito Santo sem a participação de nenhum homem (de fide). O termo grego Aeiparthenos (ou seja, "Sempre Virgem") é atestado desde o início do século IV. O Catecismo da Igreja Católica (item 499) inclui o termo Aeiparthenos e, referindo-se à constituição dogmática Lumen gentium (item 57), afirma: "O nascimento de Cristo não diminuiu a integridade virginal de sua mãe, mas a santificou."

#### Virgindade durante o parto
Isso significa que Maria deu à luz sem perder sua virgindade corporal (de fide) e sua integridade corporal não foi afetada pelo parto. A Igreja Católica não ensina como isso ocorreu fisicamente, mas insiste que a virgindade durante o parto é diferente da virgindade da concepção.

#### Virgindade após o parto
Isso significa que Maria permaneceu virgem após dar à luz (de fide). Essa crença da igreja foi questionada em seus primeiros anos. As escrituras dizem pouco sobre isso, mencionando os irmãos de Jesus, mas nunca "filhos de Maria", sugerindo aos escritores patrísticos uma relação familiar mais ampla.

## Outras doutrinas marianas
Além dos quatro dogmas marianos listados acima, a Igreja Católica sustenta várias outras doutrinas sobre a Virgem Maria, que foram desenvolvidas por meio de referências às Sagradas Escrituras, raciocínio teológico e tradição da Igreja.

### Rainha do Céu

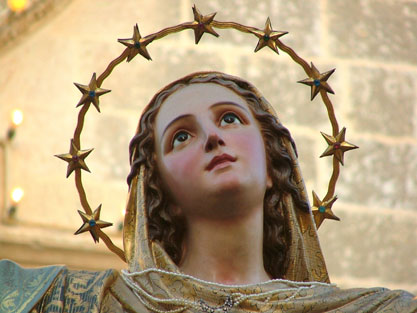
Estátua da Assunção de Maria, localizada em Attard, Malta.

A doutrina de que a Virgem Maria foi coroada Rainha do Céu remonta a certos escritores patrísticos da igreja primitiva, como Gregório de Nazianzo, que a chamou de "a Mãe do Rei do universo", e "a Mãe Virgem que trouxe ao mundo o Rei de todo o universo"; Prudêncio, que maravilhava-se que a Mãe "trouxe Deus ao mundo como homem, e até mesmo como Rei Supremo"; e Efrém, que dizia: "Que o Céu me sustente em seu abraço, porque sou honrada acima dele. Pois o céu não foi tua mãe, mas Tu fizeste dele teu trono. Quão mais honrada e venerável que o trono de um rei é sua mãe." A Igreja Católica frequentemente vê Maria como rainha no céu, ostentando uma coroa de doze estrelas, conforme descrito em Apocalipse.

Muitos papas renderam tributo a Maria nesse sentido, por exemplo: Maria é a Rainha do Céu e da Terra (Pio IX), Rainha e Regente do Universo (Leão XIII) e Rainha do Mundo (Pio XII). O fundamento teológico e lógico desses títulos está no dogma de Maria como Mãe de Deus. Como Mãe de Deus, ela participa do plano de salvação dele. A fé católica ensina que Maria, a Mãe Virgem de Deus, reina com solicitude materna sobre todo o mundo, assim como ela é coroada na bem-aventurança celestial com a glória de uma Rainha, como escreveu Pio XII:
Certamente, no significado pleno e estrito do termo, apenas Jesus Cristo, o Deus-Homem, é Rei; mas Maria, também, como Mãe do Cristo divino, como Sua associada na redenção, em sua luta contra Seus inimigos e Sua vitória final sobre eles, tem uma participação, embora de maneira limitada e análoga, em Sua dignidade real. Pois de sua união com Cristo ela alcança uma eminência radiante que transcende a de qualquer outra criatura; de sua união com Cristo ela recebe o direito real de dispor dos tesouros do Reino do Divino Redentor; de sua união com Cristo, finalmente, deriva-se a eficácia inesgotável de sua intercessão materna perante o Filho e Seu Pai.

### Maria como Mãe da Igreja

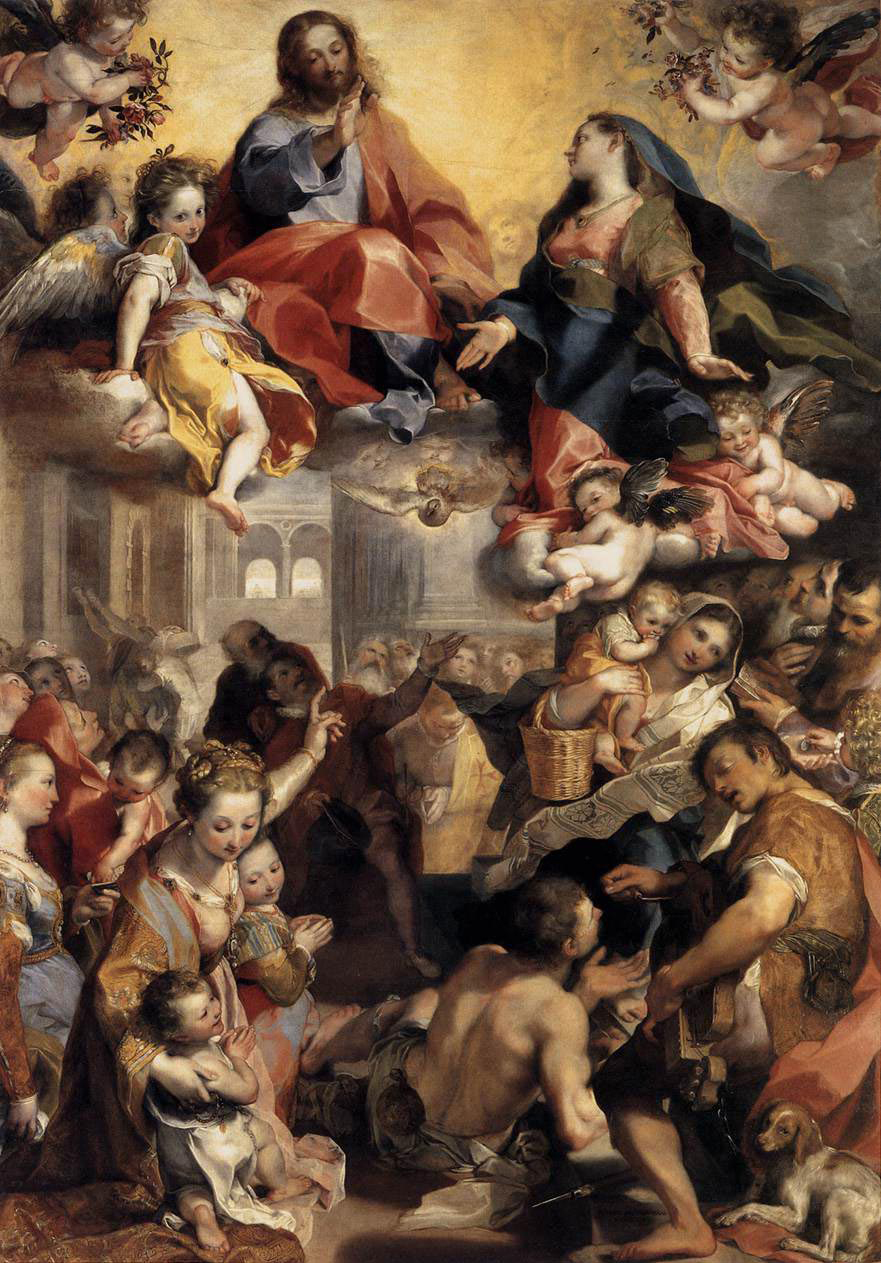
Federico Barocci, Madonna del Popolo (Madona do povo) 1579

O título de Mãe da Igreja (em latim, Mater Ecclesiae) foi oficialmente dado à Virgem Maria durante o Concílio Vaticano II pelo Papa Paulo VI. Esse título remonta a Ambrósio de Mediolano no século IV, mas seu uso não era conhecido até sua redescoberta em 1944 por Hugo Rahner. A Mariologia de Rahner, seguindo Ambrósio, via Maria em seu papel dentro da igreja, sendo sua interpretação baseada exclusivamente em Ambrósio e nos primeiros Padres da Igreja.

O Catecismo da Igreja Católica afirma que a Virgem Maria é mãe da igreja e de todos os seus membros, ou seja, todos os cristãos:
A Virgem Maria... é reconhecida e honrada como sendo verdadeiramente a Mãe de Deus e do Redentor... uma vez que, por sua caridade, uniu-se para dar à luz os fiéis na Igreja, que são membros de sua cabeça... Maria, Mãe de Cristo, Mãe da Igreja.
O Credo do Povo de Deus do Papa Paulo VI afirma:
A Mãe da Igreja, continua no céu seu papel maternal em relação aos membros de Cristo, cooperando no nascimento e desenvolvimento da vida divina nas almas dos redimidos.
Na Redemptoris Mater, o Papa João Paulo II referiu-se ao "Credo do Povo de Deus" de Paulo VI como uma reafirmação da declaração de que Maria é a "mãe de todo o povo cristão, tanto fiéis quanto pastores", e escreveu que o Credo "reafirmou essa verdade de maneira ainda mais forte":
O Papa Bento XVI também se referiu ao Credo de Paulo VI e afirmou que ele resume todos os textos bíblicos relacionados ao assunto.
Em sua homilia no Dia de Ano Novo de 2015, o Papa Francisco disse que Jesus e sua mãe Maria são "inseparáveis", assim como Jesus e a igreja. Maria é "a Mãe da Igreja e, através da Igreja, a mãe de todos os homens e mulheres, e de cada povo".

### Medianeira

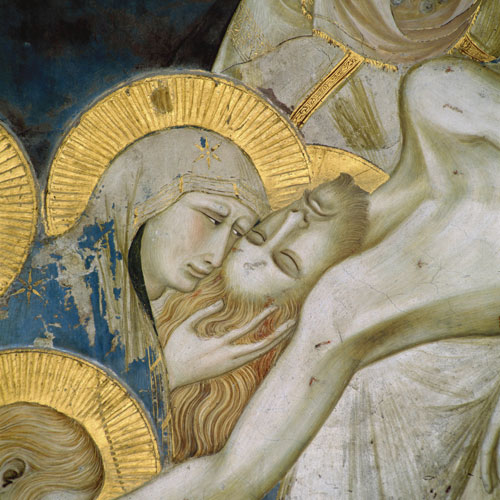
Pietro Lorenzetti, 1310.

Nos ensinamentos católicos, Jesus Cristo é o único mediador entre Deus e os homens. Somente ele reconciliou, através de sua morte na Cruz, o criador e a criação. Mas isso não exclui um papel secundário de mediação para Maria, que pode ser preparatório e de apoio, na visão de vários católicos proeminentes, embora não todos. O ensinamento de que Maria intercede por todos os fiéis e especialmente por aqueles que solicitam sua intercessão através da oração tem sido mantido na Igreja desde os primeiros tempos; por exemplo, por Efrém, o Sírio: "depois do mediador, uma medianeira para o mundo inteiro". A mediação é algo que pode ser dito de todos os santos celestiais, mas Maria é vista como tendo o maior poder de mediação. A oração mais antiga registrada dirigida a Maria é o Sub tuum praesidium, escrita em grego.
Maria tem sido cada vez mais vista como uma principal dispensadora das graças de Deus e Advogada do povo de Deus, sendo mencionada como tal em vários documentos oficiais da Igreja. O Papa Pio IX usou esse título em Ineffabilis Deus. Na primeira de suas chamadas "encíclicas do Rosário", Supremi apostolatus officio (1883), o Papa Leão XIII chama Nossa Senhora de "a guardiã da nossa paz e a dispensadora das graças celestiais". No ano seguinte, 1884, sua encíclica Superiore anno fala das orações apresentadas a Deus "por meio daquela que Ele escolheu para ser a dispensadora de todas as graças celestiais". O Papa Pio X empregou esse título em Ad diem illum em 1904, o Papa Bento XV introduziu-o na liturgia mariana quando criou a festa mariana de Maria, Medianeira de todas as Graças, em 1921. Na sua encíclica de 1954, Ad caeli reginam, o Papa Pio XII chama Maria de Medianeira da paz.
Um movimento leigo chamado Vox Populi Mariae Mediatrici promove a doutrina de Maria como Corredentora, Medianeira e Advogada. Corredentora refere-se à participação de Maria no processo de salvação. Ireneu, o Pai da Igreja (falecido em 200), referiu-se a Maria como "causa salutis" [causa da nossa salvação], dado o seu "fiat". É uma forma de falar que tem sido considerada desde o século XV, mas "o Papa Francisco pareceu rejeitar categoricamente propostas em alguns círculos teológicos para adicionar 'corredentora' à lista de títulos da Virgem Maria, dizendo que a mãe de Jesus nunca tomou nada que pertencesse ao seu filho, e chamando a invenção de novos títulos e dogmas de 'tolice'".
O decreto Lumen Gentium do Vaticano II alertou contra o uso do título "Mediadora", afirmando que "isso, no entanto, deve ser entendido de tal maneira que não tira nem acrescenta nada à dignidade e eficácia de Cristo, o único Mediador". Um Congresso Mariológico realizado em Częstochowa, na Polônia, em agosto de 1996, determinou que não era oportuno usar esse título para Maria, pois, como apontado no Vaticano II, ele tem seus limites e pode ser mal interpretado.

## Catolicismo

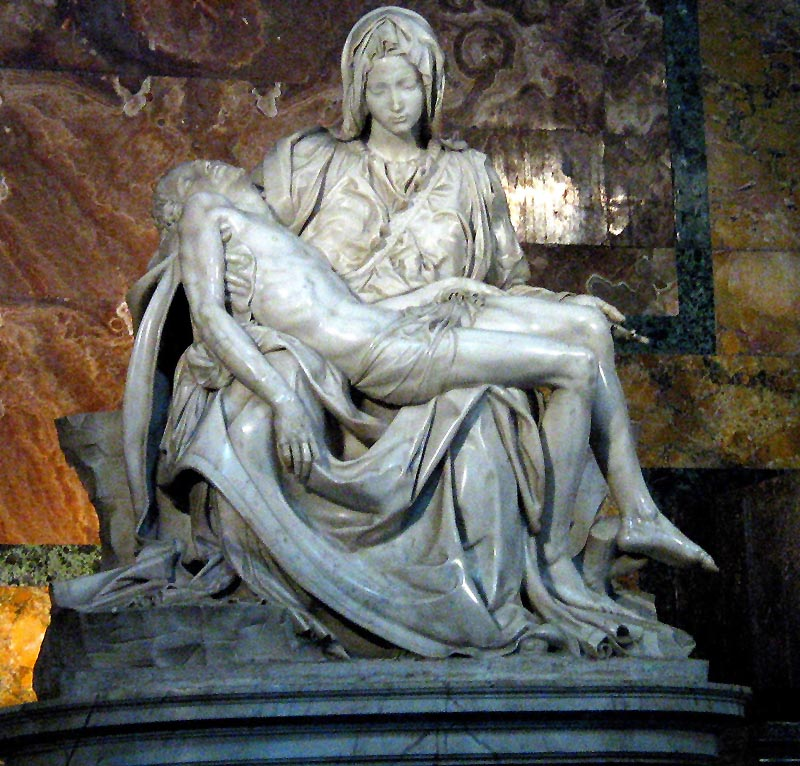
A Pietà de Miguelângelo Buonarroti, Basílica de São Pedro, Roma.

No catolicismo os estudos mariológicos são parte integrante da teologia. Na Encíclica Ecclesia de Eucharistia o Papa João Paulo II preconizou:
"Se quisermos redescobrir em toda a sua riqueza a relação íntima entre a Igreja e a Eucaristia, não podemos esquecer Maria, Mãe e modelo da Igreja. Um exame acurado dos Evangelhos demonstra Maria tendo como único filho Jesus Cristo. Com efeito, Maria pode guiar-nos para o Santíssimo Sacramento porque tem uma profunda ligação com ele."

### Magistério
Principais documentos mariológicos da Igreja promulgados nos últimos cento e cinquenta anos:
- Papa Leão XIII: Encíclicas Magnae Dei Matris, 1892, Adiutricem Populi, 1895, Augustissimae Virginis Mariae, 1897.
- Papa Pio IX: Bula dogmática Ineffabilis Deus, de 8 de dezembro de 1854.
- Papa Pio X: Encíclica Ad diem illum laetissimum, 1904
- Papa Pio XI: Encíclica Lux Veritatis, 1931.
- Papa Pio XII: Constituição Apostólica Munificentissimus Deus, 1950, Fulgens corona, 1953 e Ad Caeli Reginam, 1954.

Concílio Vaticano II, Constituição Apostólica Lumen Gentium, cap. VIII, 1964.
- Papa Paulo VI: Exortação Apostólica Marialis Cultus, 1974 e Signum Magnum, 1967.
- Papa João Paulo II: Encíclica Redentoris Mater (1987), Exortação Apostólica Redemptoris Custos, 1989 e Carta Apostólica Rosarium Virginis Mariae, (2002).

## Devoções marianas da tradição sagrada

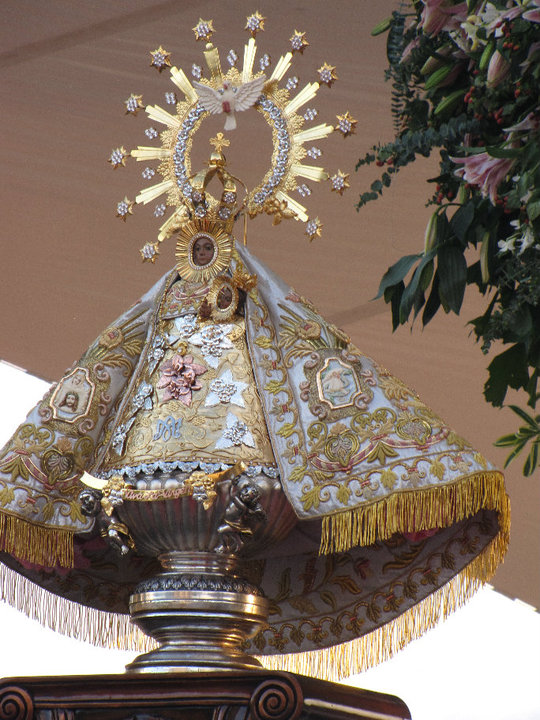
Nossa Senhora da Penha de França na cidade de Naga, Filipinas.

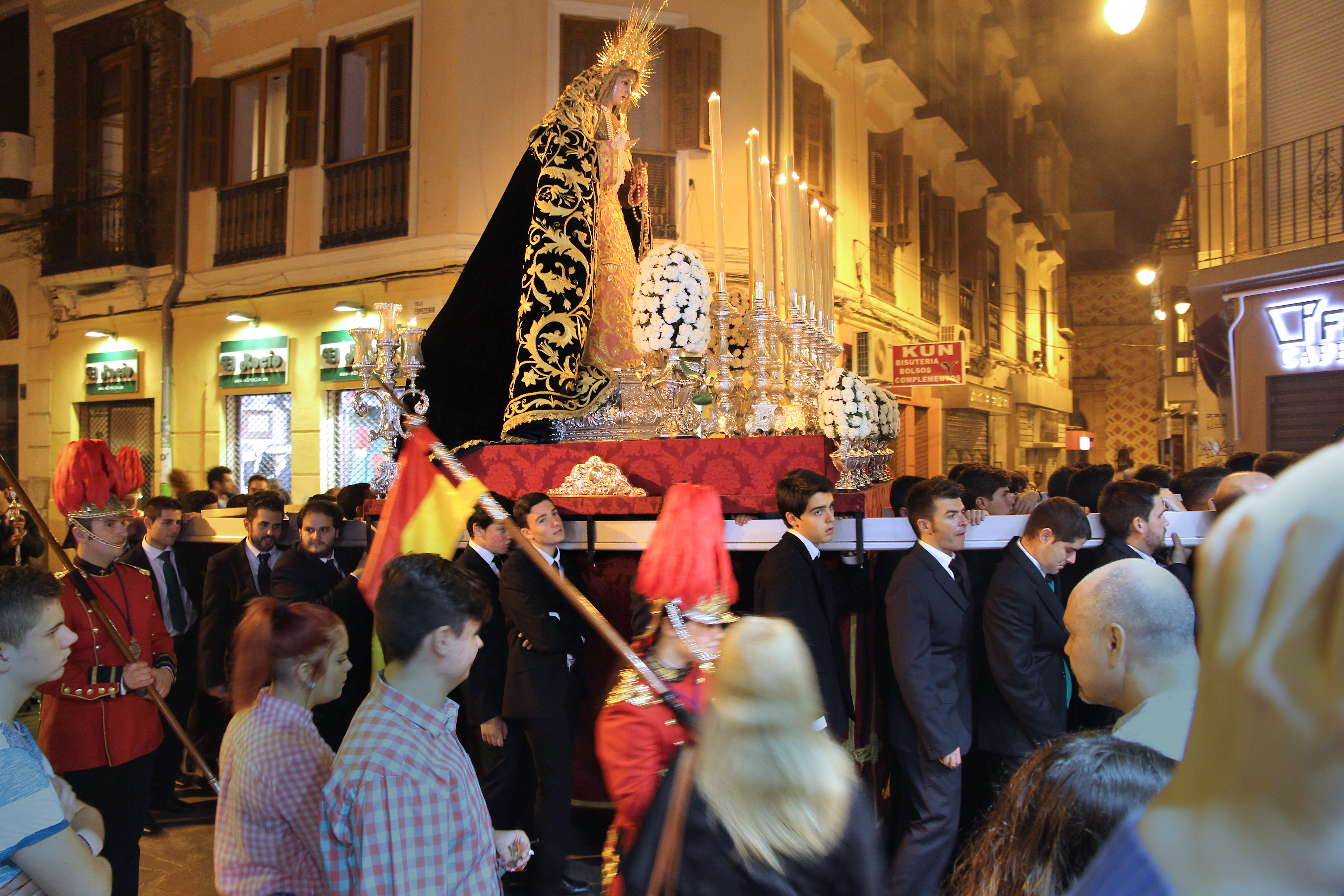
Procissão noturna do Rosário em Málaga, Espanha.

As devoções marianas ocupam uma posição proeminente dentro da tradição católica, e uma ampla variedade de devoções, desde a Consagração a Maria até o uso de escapulários, passando pelos Primeiros Sábados, pelas orações de vários dias, como o Rosário, o Angelus e Novenas, são praticadas pelos católicos.
A disseminação das devoções marianas, como o Rosário, por meio de organizações leigas, também influenciou o interesse popular pela Mariologia. As devoções marianas geralmente começam no nível da piedade popular, muitas vezes em conexão com as experiências religiosas e visões de pessoas simples e modestas (em alguns casos crianças), e o relato de suas experiências ao longo do tempo cria fortes emoções entre numerosos católicos.

Os teólogos, por vezes, citaram em apoio à sua Mariologia o constante sensus fidelium, por exemplo, Afonso de Ligório valorizou textos e tradições dos Padres da Igreja como expressões do sensus fidelium do passado e atribuiu grande peso ao argumento de que "a maior parte dos fiéis sempre recorreu à intercessão da divina mãe por todas as graças que desejam". Falando do testemunho dos Padres da Igreja em atribuir certos títulos a Maria, no Fulgens corona, o Papa Pio XII escreveu:
Se os louvores populares à Bem-Aventurada Virgem Maria forem dados a consideração cuidadosa que merecem, quem ousaria duvidar que ela, que foi mais pura que os anjos e em todos os momentos pura, em qualquer instante, mesmo que brevemente, não estava livre de toda mancha de pecado?
Os dogmas marianos da Imaculada Conceição e da Assunção de Maria foram definidos em parte com base no sensus fidei, "a apreciação sobrenatural da fé por parte de todo o povo, quando, desde os bispos até o último dos fiéis, manifestam um consentimento universal em questões de fé e moral". No caso dos dogmas da Imaculada Conceição e da Assunção, os dois papas envolvidos consultaram os bispos católicos em todo o mundo sobre a fé da comunidade antes de procederem à definição do dogma. Referindo-se a esses dogmas, em 2010 o Papa Bento XVI chamou o Povo de Deus de "professor que vai à frente" e afirmou:
A fé tanto na Imaculada Conceição quanto na Assunção corporal da Virgem já estava presente no Povo de Deus, enquanto a teologia ainda não havia encontrado a chave para interpretá-la na totalidade da doutrina da fé. O Povo de Deus, portanto, precede os teólogos, e isso é graças ao sensus fidei sobrenatural, ou seja, aquela capacidade infundida pelo Espírito Santo que nos qualifica para abraçar a realidade da fé com humildade de coração e mente. Nesse sentido, o Povo de Deus é o "professor que vai à frente" e deve, então, ser mais profundamente examinado e intelectualmente aceito pela teologia.
As devoções marianas têm sido incentivadas pelos papas, e em Marialis Cultus, o Papa Paulo VI declarou: "Desde o momento em que fomos chamados para a Sé de Pedro, temos constantemente nos esforçado para aumentar a devoção à Santíssima Virgem Maria. Em Rosarium Virginis Mariae, o Papa João Paulo II afirmou: "Entre todas as devoções, a que mais consagra e conforma uma alma ao nosso Senhor é a devoção a Maria".
A devoção à Virgem Maria, no entanto, não equivale a adoração – que é reservada a Deus; os católicos veem Maria como subordinada a Cristo, mas de forma única, pois ela é vista como acima de todas as outras criaturas. Em 787, o Segundo Concílio de Niceia afirmou uma hierarquia de três níveis: latria, hiperdulia e dulia, que se aplicam a Deus, à Virgem Maria e, depois, aos outros santos.

## Diferentes perspectivas
Ao longo dos séculos, os católicos têm visto a Virgem Maria a partir de diversas perspectivas, algumas vezes derivadas de atributos marianos específicos que variam desde a realeza até a humildade, e outras vezes baseadas em preferências culturais de eventos ocorridos em pontos específicos da história. Paralelamente às abordagens tradicionais da Mariologia, visões opostas baseadas em interpretações progressistas têm sido apresentadas por feministas, psicólogos e católicos liberais.

### Visão tradicional

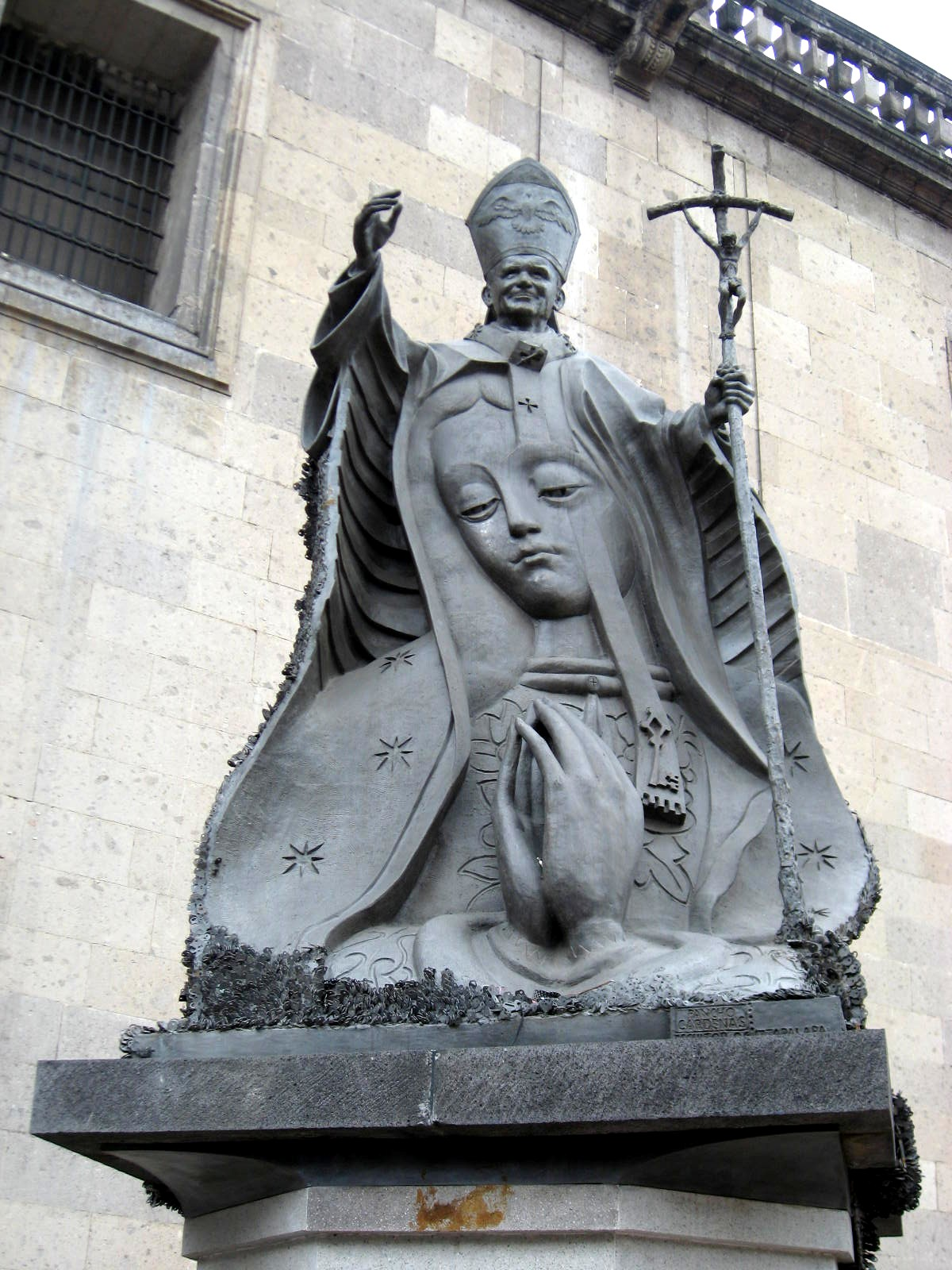
Uma estátua de João Paulo II com Nossa Senhora de Guadalupe, de Pacho Cárdenas, feita inteiramente com chaves doadas por mexicanos para simbolizar que eles lhe deram as chaves de seus corações.

As visões tradicionais sobre Maria enfatizaram os dogmas e doutrinas marianas, acompanhadas por devoções e venerações. No entanto, essas visões mudaram e foram transformadas ao longo do tempo.
Um exemplo das perspectivas em mutação sobre a Virgem Maria com base em visões espirituais específicas e sua adoção dentro de uma cultura distante é a transformação da imagem de Maria de uma Rainha Celestial para uma mãe de humildade, e a construção de visões para acomodar ambas as perspectivas. Enquanto as representações da Virgem Maria como Rainha do Céu ou Coroação da Virgem por artistas como Paolo Veneziano ou Giuliano da Rimini eram comuns no início do século XIV, elas não se alinhavam com a virtude da humildade, que era um princípio fundamental da espiritualidade de Francisco de Assis. O conceito da Virgem da Humildade foi desenvolvido no século XIV para acomodar a piedade franciscana, ao retratar a Madona sentada no chão, em vez de em um trono. Ele oferecia uma visão da Virgem Maria (muitas vezes descalça) como uma mãe amamentando uma criança, em vez de uma Rainha em uma cena de coroação.
À medida que os franciscanos começaram a pregar na China, a noção da Virgem da Humildade ressoou bem com os chineses, em parte devido à aceitação cultural da humildade como virtude na China e, em parte, devido à sua semelhança com a figura materna e misericordiosa de Kuan Yin, muito admirada no sul da China. No entanto, em meados do século XV, uma visão dual emergiu na Europa, como representado pela "Madona da Humildade" de Domenico di Bartolo, de 1433, que expressava a dualidade simbólica de sua natureza: uma mulher terrena descalça, assim como uma rainha celestial. Apesar de sua posição baixa, sentada, a representação de estrelas, joias e um halo significam o status régio da Virgem, enquanto ela é atendida e segura o Menino Jesus.
O relato de Juan Diego sobre a aparição da Virgem de Guadalupe a ele em 1531 no Monte Tepeyac, no México, fornece outro exemplo da adaptação cultural da visão da Virgem Maria. Juan Diego não descreveu a Virgem Maria como europeia ou do Oriente Médio, mas como uma princesa asteca bronzeada que falava em sua língua local, o náuatle, e não em espanhol. A imagem da Virgem de Guadalupe, que é altamente venerada no México, tem a aparência de uma indígena centro-americana, em vez de uma mulher europeia, e as vestes da Virgem de Guadalupe foram identificadas como as de uma princesa asteca. A Virgem de Guadalupe foi um ponto de virada na conversão da América Latina ao catolicismo e é a principal visão de Maria para milhões de católicos no México no século XXI. O Papa João Paulo II reforçou a localização dessa visão ao permitir danças astecas locais durante a cerimônia em que declarou Juan Diego um santo, falou em náuatle como parte da cerimônia, chamou Juan Diego de "a águia que fala" e pediu que ele mostrasse "o caminho que leva à Virgem Morena de Tepeyac".
A visão da Virgem Maria como uma "fazedora de milagres" existe há séculos e ainda é mantida por muitos católicos no século XXI. As lendas dos milagres da Madonna de Orsanmichele em Florença remontam ao Renascimento. As lendas dos milagres realizados pela imagem da Nossa Senhora de Częstochowa também datam de séculos atrás, e ela continua a ser venerada hoje como a Padroeira da Polônia. Todos os anos, milhões de peregrinos católicos visitam a Basílica de Nossa Senhora de Lourdes em busca de curas milagrosas. Embora milhões de católicos esperem por milagres em suas peregrinações, o Vaticano geralmente tem sido relutante em aprovar milagres modernos, a menos que tenham sido submetidos a uma análise extensa.

### Perspectivas liberais
Desde o final do século XIX, uma série de perspectivas progressistas e liberais da mariologia foram apresentadas, variando de críticas feministas a interpretações baseadas na psicologia moderna e em pontos de vista católicos liberais. Essas visões são geralmente críticas da abordagem católica à mariologia, assim como da Igreja Ortodoxa Oriental, que dá ainda mais ênfase mariana em sua liturgia oficial.
Algumas feministas argumentam que, assim como outras santas mulheres, como Joana d'Arc, a imagem de Maria é uma construção da mente patriarcal. Elas argumentam que os dogmas e doutrinas marianos e as formas típicas de devoção mariana reforçam o patriarcado ao oferecer às mulheres um conforto temporário diante da opressão contínua infligida a elas por igrejas e sociedades dominadas por homens. Na visão feminista, antigos estereótipos de gênero persistem dentro dos ensinamentos marianos tradicionais e das doutrinas teológicas. Para esse fim, livros sobre mariologia feminista foram publicados para apresentar interpretações e perspectivas opostas.
A análise psicológica dos ensinamentos marianos remonta a Sigmund Freud, que usou o título de um poema de Goethe em seu artigo de 1911, "Grande é Diana dos Efésios". Carl Jung, por outro lado, via a Virgem Maria como uma versão espiritual e mais amorosa da deusa Eros. Um grande número de outras interpretações psicológicas foram apresentadas ao longo dos anos, variando desde o estudo das semelhanças entre a Virgem Maria e a deusa budista Tara, ou a figura humilde e amorosa apresentada pela deusa asiática Kwan Yin.
Desde a Reforma, muitos cristãos se opõem às venerações marianas, e essa tendência continuou no século XXI entre cristãos progressistas e liberais, que veem o alto nível de atenção dado à Virgem Maria como algo sem fundamento suficiente nas Escrituras e como uma distração da adoração devida a Cristo.
Grupos de católicos liberais veem a imagem tradicional da Virgem Maria apresentada pela Igreja Católica como um obstáculo para a realização do objetivo da feminilidade e como um símbolo da opressão patriarcal sistêmica das mulheres dentro da igreja. Além disso, alguns católicos liberais veem o cultivo da imagem tradicional de Maria como um método de manipulação dos católicos em geral pela hierarquia da igreja. Outros cristãos liberais argumentam que os conceitos modernos de igualdade de oportunidades para homens e mulheres não ressoam bem com a imagem humilde de Maria, ajoelhada de forma obediente e subserviente diante de Cristo.

## Diferenças dos Católicos Orientais em relação à Igreja Latina
Os católicos orientais, parte da Igreja Católica assim como os da Igreja Latina, às vezes diferem na teologia mariana dos católicos latinos.

### Assunção de Maria
A expressão tradicional oriental dessa doutrina é a Dormição da Teótoco, que enfatiza o adormecimento de Maria para depois ser assumida ao céu. As diferenças nessas observâncias são, para alguns católicos orientais, superficiais. No entanto, os católicos latinos, em geral, discordam dessa compreensão oriental. Notavelmente, na tradição copta, seguida pelos católicos coptas e ortodoxos coptas, a Dormição e a Assunção de Santa Maria são observadas em diferentes épocas do ano.

### Imaculada Conceição
A doutrina da Imaculada Conceição é um ensinamento de origem oriental, mas expressa na terminologia da Igreja Ocidental. O conceito ocidental de que a Virgem Maria está livre do pecado original, conforme definido por Agostinho de Hipona, não é aceito no Oriente. No entanto, os católicos orientais reconhecem desde os tempos antigos que Maria foi preservada por Deus da contaminação do pecado original. Os católicos orientais – embora não observem o dia santo conforme aparece no Calendário Romano Geral – o afirmam e, às vezes, dedicam igrejas à Virgem Maria sob esse título.

## Centros de Estudos Mariológicos
O estudo formal da mariologia dentro dos círculos associados à Santa Sé deu um grande passo adiante entre o Ano Santo de 1950 e 1958, com base nas ações do Papa Pio XII, que autorizou instituições para aumentar a pesquisa acadêmica sobre a veneração da Bem-Aventurada Virgem Maria.
- Pontifícia Academia Mariana Internacional  – A PAMI é uma organização pontifícia internacional que conecta todos os Promotores de Mariologia, incluindo católicos, ortodoxos, protestantes e muçulmanos. Com a Carta Apostólica Maiora in Dies, João XXIII definiu o propósito da PAMI: promover e animar estudos de Mariologia através de Congressos Mariológicos Marianos Internacionais e outras reuniões acadêmicas e cuidar da publicação de seus estudos. A PAMI tem a tarefa de coordenar outras Academias e Sociedades Marianas que existem em todo o mundo e exercer vigilância contra qualquer excesso ou minimalismo mariano. Por essa razão, o Papa determinou que na academia houvesse um Conselho que assegurasse a organização de Congressos e a coordenação das Sociedades Mariológicas, Promotores e Professores de Mariologia.
- Academia Mariana Salesiana – Ele permitiu a fundação da Academia Mariana Salesiana, que faz parte de uma universidade papal. A academia apoia os estudos salesianos para promover a veneração da Bem-Aventurada Virgem na tradição de João Bosco.[154]
- Centro Mariano Montfortano – Também em 1950, o Centro Mariano Montfortano foi transferido de Bérgamo para Roma. O Centro promulga os ensinamentos de Luís de Montfort, que foi canonizado anteriormente por Pio XII. Ele publica mensalmente a Madre e Regina, que divulga a orientação mariana de Montfort.[154]
- Marianum – O Marianum foi criado em 1950 e confiado à Ordem dos Servitas. Está autorizado a conceder todos os graus acadêmicos, incluindo doutorado em teologia. Desde 1976, a cada dois anos, o Marianum organiza conferências internacionais para encontrar formulações modernas que se aproximem do mistério de Maria.[154]
- Collegamento Mariano Nazionale (1958) – a última iniciativa mariana do Papa Pio XII. Ele coordena as atividades dos centros marianos na Itália, organiza peregrinações marianas e semanas de estudo mariano para sacerdotes. Além disso, iniciou encontros de jovens marianos e publica a revista Madonna.[154]

Dentre essas organizações, a Faculdade Teológica Pontifícia Marianum é o centro mariológico mais ativo em Roma. Esta Faculdade Pontifícia Católica foi fundada pelo Padre Gabriel Roschini (que a dirigiu por vários anos) sob a direção do Papa Pio XII em 1950. No Marianum, é possível obter um mestrado em Mariologia (programa acadêmico de 2 anos) e também um doutorado em Mariologia. Esta instituição mariológica possui uma biblioteca com mais de 85.000 volumes sobre Mariologia e várias revistas e jornais de interesse teológico e mariológico. Marianum é também o nome da prestigiosa revista de teologia mariana, fundada pelo Padre Roschini em 1939.
Em 1975, a Universidade de Dayton em Ohio formou o Instituto Internacional de Pesquisa Mariana em afiliação com o Marianum para oferecer um doutorado em teologia sagrada (S.T.D.) e uma licenciatura em teologia sagrada (S.T.L.).

## Subdivisões
A Mariologia tradicionalmente sub-divide-se em Mariologia Histórica (estuda os dados históricos, sociais e afins que permitem aceder à figura histórica de Maria), Mariologia Bíblica (versa sobre os fundamentos bíblicos das afirmações sobre Maria), Mariologia "popular" (trabalha os dados que as devoções populares sobre Maria receberam da Tradição eclesiástica e vice-versa) e Mariologia Sistemática (aprofunda os dados da história, das Escrituras e da piedade sistematizando-os em coerência com as doutrinas cristológicas e eclesiológicas).

## História
Há seis períodos a considerar na divulgação pública da mariologia:
- O início da igreja.

- Período compreendido entre o final da revelação até o Primeiro Concílio de Éfeso em 431.

- Período desde o Concílio de Éfeso até a Reforma Gregoriana.

- A partir de 1000 até o Concílio de Trento.

- De Trento até o Concílio Vaticano II.

- A partir do Concílio Vaticano II ao presente.